# Amoureux volontaire
Pour plus de détails, voir Fiche technique et Distribution.
Amoureux volontaire (Влюблён по собственному желанию, Vlyublyon po sobstvennomu zhelaniyu) est un film soviétique réalisé par Sergueï Mikaelian, sorti en 1982,.

## Fiche technique
- Titre : Amoureux volontaire
- Réalisation : Sergueï Mikaelian
- Scénario : Sergueï Mikaelian, Alexandre Vassinski
- Photographie : Sergeï Astakhov
- Musique : Igor Tsvetkov
- Décors : Alekseï Rudiakov
- Montage : Izolda Golovko
- Format : couleur - mono
- Production : Lenfilm
- Durée : 84 minutes
- Pays : URSS
- Sortie : 13 août 1982

## Distribution
- Oleg Yankovski : Igor Braguine
- Ievguenia Glouchenko : Véra Silkova
- Vsevolod Chilovski : Kolia, le copain de beuverie d'Igor
- Irina Reznikova : Natacha